# Wspólnota Kultury Polskiej
Wspólnota Kultury Polskiej (ros. Общество Польской культуры Калининграда) – organizacja polonijna powstała w Królewcu w 1992 roku.
Na ożywienie się środowiska polskiego w obwodzie wpływ miało przybycie z diecezji szczecińskiej do Królewca ks. Jerzego Steckiewicza, który w 1990 roku objął zwierzchnictwo nad parafią św. Wojciecha Adalberta. Wokół kościoła zaczęły gromadzić się osoby przyznające się do polskości, które w lutym 1992 roku powołały do życia Wspólnotę Kultury Polskiej. Początkowo lokalni Polacy spotykali się w budynku biblioteki parafialnej oraz na terenie Konsulatu RP.
Do organizacji należeć mogą nie tylko Polacy, ale również i osoby odczuwające związek z kulturą polską. W 2002 roku Wspólnota liczyła ponad 300 członków.
Prezesami WKP byli kolejno Jan Kondrat, Andrzej Szewczuk, Kleofas Ławrynowicz, Michał Achramowicz, Helena Rogaczykowa i Anatolij Teterski, Eugeniusz Kozłowski. Od grudnia 2008 roku na jej czele znów stoi Helena Rogaczykowa.
Analogiczne do WKP wspólnoty polskie na terenie północnych byłych Prus Wschodnich istnieją w Czerniachowsku, Oziorsku, Bałtyjsku i Gusiewie.